# تابستان ظالم (ترانه تیلور سوئیفت)
«تابستان ظالم» (انگلیسی: Cruel Summer) ترانه‌ای از خواننده-ترانه‌سرای آمریکایی تیلور سوئیفت برای هفتمین آلبوم استودیویی او، معشوق است که در ۲۳ اوت ۲۰۱۹ منتشر شد. سوئیفت این ترانه را با موسیقی‌دانان آمریکایی سنت وینسنت و جک آنتونوف نوشت و تهیه کرد. این ترانه سبک‌های سینث-پاپ، اینداستریال پاپ و الکتروپاپ را در بر می‌گیرد. از لحاظ اشعار، «تابستان ظالم» در مورد دلبستگی به عاشقانهٔ تابستانی در شرایطی سخت و دردناک است.
«تابستان ظالم» با تحسین منتقدان موسیقی مواجه شد. این ترانه اغلب به دلیل ملودی جذاب، ساختار هیجان‌انگیز و سرایش هوک و بریج آن مورد ستایش قرار می‌گرفت. نقد و بررسی‌ها، آن را قطعه‌ای برجسته در معشوق و یکی از بهترین آثار سوئیفت می‌دانستند. فهرست‌های پایان سال نشریه‌های بیلبورد و رولینگ استون آن را یکی از بهترین ترانه‌های سال ۲۰۱۹ رتبه‌بندی کردند.
پس از انتشار آلبوم، «تابستان ظالم» وارد تاپ ۳۰ چندین جدول بین‌المللی، از جمله بیلبورد هات ۱۰۰ ایالات متحده شد. با گذشت زمان، «تابستان ظالم» به ترانهٔ مورد علاقهٔ طرفداران تبدیل شد و برخی از روزنامه‌نگاران عقیده داشتند این ترانه سزاوار پخش به‌عنوان تک‌آهنگ بود. سوئیفت قصد داشت آن را در سال ۲۰۲۰ تک‌آهنگ کند اما همه‌گیری کووید-۱۹ برنامه‌هایش را مختل کرد.
پس از اینکه سوئیفت تور دوره‌ها (۲۰۲۳–۲۰۲۴) را برگزار کرد، او این قطعه را در فهرست اجراهای تور قرار داد. محبوبیت «تابستان ظالم» فراگیر شد و دوباره در چندین جدول فروش از جمله بیلبورد هات ۱۰۰ حضور یافت. در نتیجه، ریپابلیک رکوردز این ترانه را در ۲۰ ژوئن ۲۰۲۳ به رادیو هیت معاصر ایالات متحده ارسال کرد و پنجمین تک‌آهنگ معشوق شد. «تابستان ظالم» به صدر جدول بیلبورد هات ۱۰۰ رسید و دهمین ترانهٔ سوئیفت شد که به این جایگاه می‌رسد. همچنین این ترانه در استرالیا، نیوزیلند، فیلیپین، سنگاپور و بریتانیا در میان تاپ تن جدول قرار گرفت.